# Нейман, Ян Янович
Ян Янович Нейман (23 февраля 1946, Ленинград, СССР — июль 2017) — советский и российский скульптор.

## Биография
Учился с 1964 по 1970 годах в Институте живописи, скульптуры и архитектуры им. И. Е. Репина на скульптурном факультете под руководством В. Б. Пинчука. В 1970 году выполнил дипломную работу «Молодой Ленин» (гипс). Участник выставок с 1970 года.
С 1975 года — член Союза художников СССР. Преподавал скульптуру в Санкт-Петербургском архитектурно-строительном университете.
В 2015 году входил в жюри конкурса на эскизный проект монумента блаженной Ксении Петербургской, проводившимся комитетом по градостроительству и архитектуре Санкт-Петербурга.
Членство: Союз художников России, Санкт-Петербургский союз художников, Всемирный клуб петербуржцев. С 2014 года — почётный член Российской академии художеств.
Награждён дипломом и серебряной медалью Российской академии Художеств.

## Работы
- 1970 — Молодой В. И. Ленин. Дипломная работа в ВАХ
- 1975 — Мемориал «Отцам и дедам», пос. Чамзинка (Мордовия)
- 1978 — фриз «Искусство» для дворца культуры (Рыбинск)
- 1979 — статуя «Ладога», кинотеатр «Ладога» (Санкт-Петербург)
- 1981—1982 г — скульптуры «Музыка» и «Театр», центр детского творчества Красногвардейского района (Санкт-Петербург)
- 1983 — памятник «Скорбящая», с. Верховажье (Вологодская область)
- 1984 — памятник Э. Тельману (Санкт-Петербург)
- 1985 — композиция «Напутствие», пос. Капланбек (Казахстан)
- 1985 — памятник героям-морякам-балтийцам, Межевой канал (Санкт-Петербург)
- 1994 — рельефы фасадов церкви Иконы Федоровской Божьей матери «Спаситель» и «Евангелисты» (Санкт-Петербург)
- 1995 — памятник Г. К. Жукову (Парк Победы, Санкт-Петербург)
- 2001 — памятник И. С. Тургеневу (Санкт-Петербург, Манежная площадь, соавторы: скульптор В. Д. Свешниковым, архитектор Г. К. Челбогашев)[2]
- 2003 — памятный знак «Московская застава» (Санкт-Петербург)
- 2003 — скульптура «Охтенка» (Санкт-Петербург)
- 2006 — памятник Габдулле Тукаю (Санкт-Петербург)
- 2007 — скульптура «Питерскому Дворнику» (Санкт-Петербург)
- 2007 — памятник Алексею Алексеевичу Брусилову (Санкт-Петербург)
- 2009 — памятник-бюст Фарману Курбан-Оглы Салманову (Сургут)
- 2009 — памятник барону Александру Штиглицу (Петергоф)
- 2011 — памятник М. Джалилю (Санкт-Петербург)
- 2012 — скульптура «Белый Ангел Славутича» (Славутич, Украина)
- 2012 — памятник Петру Багратиону (Санкт-Петербург, соавтор: архитектор Г. К. Челбогашев), открыт в честь 200-летия Бородинского сражения[3].
- 2013 — памятник Михаилу Маневичу (Санкт-Петербург)
- 2014 — памятник морякам полярных конвоев 1941-1945 годов (Санкт-Петербург, Большой Смоленский проспект, 36)
- 2017 — бюст героя Великой Отечественной войны артиллериста Николая Сиротинина (Колпинская воспитательная колония УФСИН)[4]

- Памятник Габдулле Тукаю
- Памятник Мусе Джалилю
- Памятник Михаилу Маневичу
- Памятник Багратиону
- Памятник героям-морякам-балтийцам

Мемориальные доски
- И. Ф. Стравинскому (Санкт-Петербург)
- Студентам-добровольцам ЛФЭИ (Санкт-Петербург)
- А. А. Ахматовой (Пушкин)
- А. А. Ахматовой (Хювянкяя, Финляндия)
- Гейдару Алиеву (Санкт-Петербург)
- М. Д. Скобелеву[5] (Санкт-Петербург)
- М. И. Глинке (Санкт-Петербург)

## Семья
- Жена, Татьяна Филипповна Верижникова, профессор кафедры истории зарубежного искусства Института живописи, скульптуры и архитектуры им. И.Е.Репина Российской Академии художеств[6].
- Дочь, Варвара Нейман, художник и преподаватель живописи с опытом работы в России и Великобритании[7]. Выпускница Ленинградской средней художественной школы (лицея) имени Б.В.Иогансона при Академии художеств и Института живописи, скульптуры и архитектуры имени Репина Академии.